# Filiberto Barreca
Filiberto Barreca (Piscopio, 1918 – Alture del Vertelka, 21 novembre 1940) è stato un militare italiano, insignito della medaglia d'oro al valor militare alla memoria nel corso della seconda guerra mondiale.

## Biografia
Nacque a Piscopio, provincia di Catanzaro, nel 1918, figlio di Giuseppe e Maria Faduli.
Nell'aprile 1939 fu arruolato nel Regio Esercito per prestare servizio militare di leva, assegnato in servizio all'84º Reggimento fanteria della 19ª Divisione fanteria "Venezia", partiva subito per l'Albania allora appena occupata dalle truppe italiane. Iniziate le ostilità con la Grecia, il 28 ottobre 1940, il III Battaglione, cui apparteneva, ebbe l'ordine di difendere ad oltranza l'importante caposaldo di Vertelka-Ivanit sul quale per ben dieci giorni si ripeterono gli attacchi di una intera divisione nemica. Cadde in combattimento sulle alture del Vertelka il 21 novembre, e fu successivamente insignito della medaglia d'oro al valor militare alla memoria.